# Tibor Maracskó
Tibor Maracskó (n. 8 septembrie 1948, Székesfehérvár, Fejér, Ungaria) este un sportiv ce a reprezentat Ungaria, medaliat olimpic. A participat la 2 ediții ale Jocurilor Olimpice (1976, 1980) în care a câștigat o medalie de argint și o medalie de bronz.